# Germânia Superior
Germânia Superior foi uma província do Império Romano localizada na região da Germânia e chamada assim por estar no "alto" curso do Reno em relação à Germânia Inferior, mas próxima da foz. Ela abrangia a região oriental da moderna Suíça, os montes Jura e a Alsácia na França e o sul da Alemanha. As cidades mais importantes era Vesôncio (Besançon), Argentorato (Estrasburgo), Águas dos Matíacos (Wiesbaden) e a capital da província, Mogoncíaco (Mogúncia). A região do Reno Médio junto da fronteira da Germânia estava na Germânia Superior e a província fazia fronteira com a Récia para o sudeste.

## Conquista romana
Os termos "Superior" e "Inferior" para a Germânia não aparecem na De Bello Gallico de Júlio César, mas ainda assim ele descreve os povos que viviam na região. A Germânia Inferior foi habitada pelos belgas, e a Superior por tribos gaulesas, incluindo os helvécios, sequanos, leucos e tréveros. Estavam ali também, na margem norte do Reno Médio, o que sobrou das tropas germânicas que haviam tentado tomar Vesôncio sob o comando de Ariovisto e que foram derrotadas por Júlio César em 58 a.C.
Os romanos não abandonaram mais a região depois disso. Durante os primeiros cinco anos do reinado de Otaviano (28–23 a.C.), Dião Cássio conta que ele assumiu diretamente o comando das maiores províncias senatoriais alegando que elas perigavam se revoltar e apenas ele seria capaz de comandas as tropas necessárias para restaurar a segurança de Roma. Elas seriam devolvidas ao senado romano dez anos depois e passariam a ser governadas por procônsules eleitos pelos senadores.
Entre elas estava a Germânia Superior. Aparentemente ela tornou-se uma província nos últimos anos da República Romana. Tácito também a menciona como "província da Germânia Superior" em seus Anais (3.41, 4.73, 13.53). Dião Cássio entendia que as tribos germânicas da região eram celtas, uma impressão que talvez lhe tenha sido passada pelo nome "Bélgica", dado à Germânia Inferior na época. Ele não menciona onde estava a fronteira, mas relata que a Germânia Superior chegava até a nascente do Reno. Não é claro se ele sabia da existência do Alto Reno, na Suíça, a continuação do rio depois do Lago Constança. 
Augusto pretendia organizar toda a Germânia numa única província, a "Germânia Magna", mas seu plano foi frustrado pelas tribos germânicas que destruíram as legiões romanas na infame Batalha da Floresta de Teutoburgo. Depois do desastre, o imperador decidiu limitar o império à fronteira do Reno-Danúbio, mais fácil de ser defendida. A partir daí, um conflito permanente continuou a existir ali, forçando os romanos a executarem expedições punitivas frequentes e a fortificarem toda a Germânia Superior.

### Estratégia defensiva

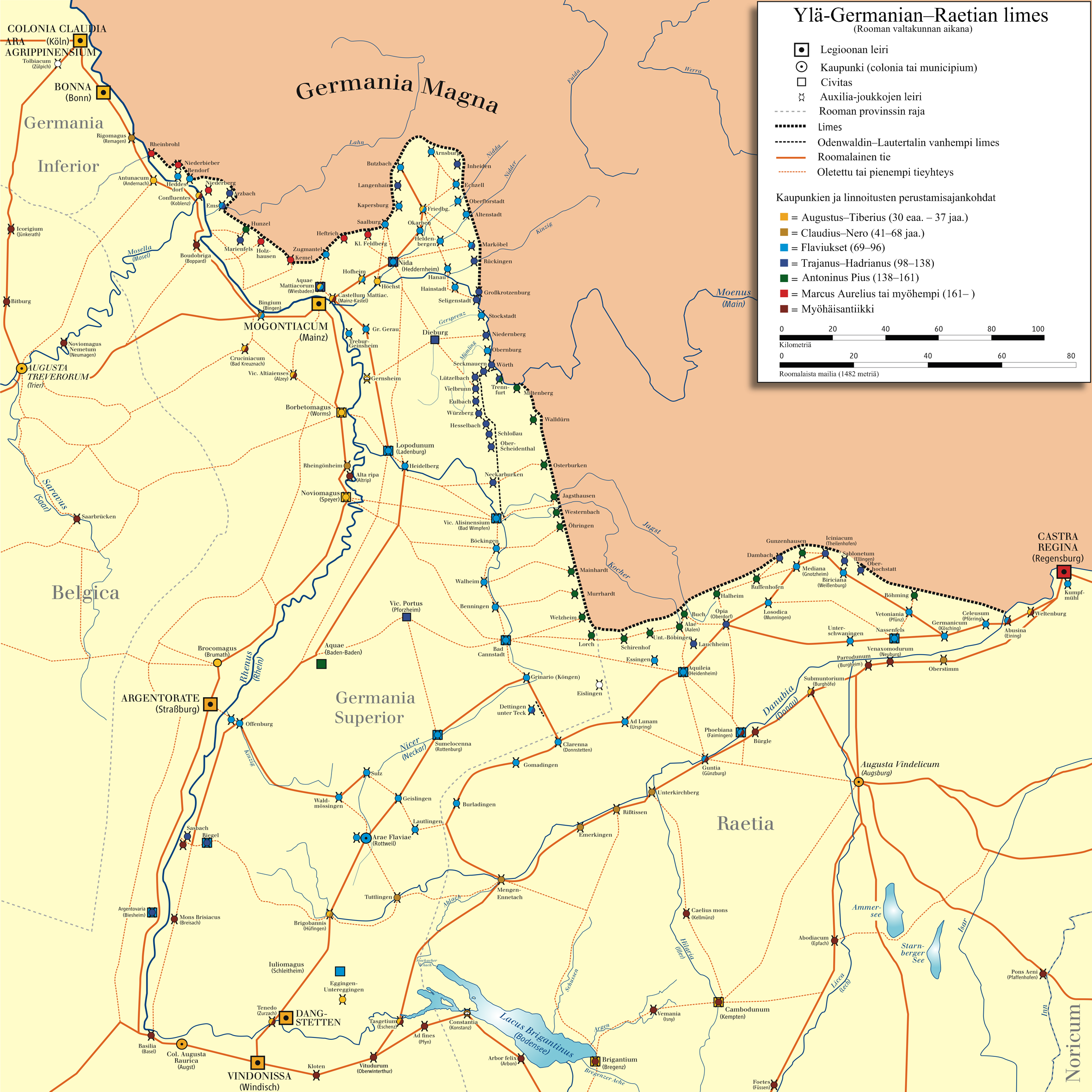
A "cunha" na região dos Campos Decúmanos e as cidades de Mogoncíaco, a capital, e Argentorato, as principais bases militares nesta região da fronteira da Germânia (Limes Germanicus). A linha contínua de fortificações corria pela base da "cunha", encurtando a fronteira.

Em 12 a.C., grandes bases militares existiam em Castra Vetera (atual Xanten) e Mogoncíaco (atual Mogúncia), a base de Druso. Um sistema de fortificações interligadas gradualmente se desenvolveu a partir dessas grandes bases. Porém, entre 69 e 70, todas as fortalezas romanas ao longo do Reno-Danúbio foram destruídas pelos germânicos durante a guerra civil depois da morte de Nero. Quando Vespasiano finalmente conseguiu se consolidar no trono, elas foram reconstruídas de forma ainda mais poderosa, agora com uma estrada conectando Mogoncíaco e Augusta dos Vindélicos (Augsburgo).
Domiciano foi à guerra contra os catos, um povo que vivia ao norte da moderna Frankfurt entre 83 e 85. Nesta época, a primeira linha de fortificações contínuas na fronteira foi construída e consistia de uma "zona de observação", uma paliçada onde era possível, torres de madeira e fortalezas nos cruzamentos das estradas. O sistema alcançou sua extensão máxima em 90, quando uma estrada atravessava Odenwald e uma rede de estradas menores ligavam todas os fortes e torres.
O plano por trás do desenvolvimento da fronteira (limes) era relativamente simples. Do ponto de vista estratégico, os Campos Decúmanos, a região entre o Reno e o Danúbio, era como uma cunha na fronteira (vide imagem) entre celtas e germânicos, que estes tentaram explorar sob a liderança de Ariovisto. Ela dividia os assentamentos celtas densamente povoados ao logo de todo o rio em dois. Forças invasoras podiam, por conta disso, penetrarem na região protegidas pela Floresta Negra. As obras defensivas romanas, portanto, cruzavam a base desta "cunha", negando assim ao inimigo um corredor seguro e diminuindo o comprimento da fronteira.
O ponto chave era a quina da cunha em Mogoncíaco, a capital da província, onde estavam localizadas as reservas militares estratégicas romanas e era a base da I Legião Adiútrix e da XXII Legião Primigênia. Os fortes que atravessavam a floresta eram relativamente pouco defendidos justamente por estarem sempre sob ataque e, com frequência, terminavam incendiados pelos alamanos. Porém, como os ataques eram sempre conhecidos com antecedência, as legiões podiam atacá-los em campanhas punitivas ou preventivas a partir de Mogoncíaco, Argentorato ou ainda de Augusta dos Vindélicos, do outro lado.
Nos anos seguintes, muito mais pacíficos, a fronteira perdeu seu caráter temporário e diversas comunidades se desenvolveram à volta das fortalezas. Em 150, muitos dos fortes e torres já haviam sido reconstruídos em pedra e os soldados viviam bons quartéis, também em pedra, com paredes decoradas com afrescos. As tribos germânicas também mudaram: onde antes César havia queimado miseráveis choupanas de palha dos suevos de Ariovisto, agora viviam os catos e os alamanos em confortáveis vilas romanizadas do outro lado da fronteira.
A Germânia Superior foi transformada como uma província imperial em 90, anexando uma grande porção do território da Gália Lugdunense e os assentamentos helvécios da região. Um dos primeiros e mais famosos governadores da província foi o futuro imperador Trajano, que governou-a de 96 até sua ascensão em 98. 

## Reforma de Diocleciano
Como se atesta na Notitia Dignitatum do início do século V, durante a reforma administrativa do imperador romano Diocleciano (r. 284–305), a parte sul (Sequânia) da Germânia Superior foi separada para formar a nova província da Máxima Sequânia. O que restou foi renomeado para Germânia Prima (ou Germânia I) e passou a se subordinar à Diocese da Gália. É possível que a capital tenha se mudado para Argentorato, mais longe da fronteira e, portanto, mais fácil de ser defendida. No século V, toda a região já fazia parte do Reino Burgúndio enquanto que a porção norte foi incorporada pela Alemânia.

## Localidades e fortes
- Lopoduno (Lademburgo)
- Forte de Edelberga
- Forte de Wimpfen
- Forte de Estugarda
- Sumelocena (Rotemburgo)
- Aras Flávias (Rottweil)
- Aurélia Aquense ou Águas (Bade-Bade)
- Mogoncíaco (Mogúncia)
- Borbetômago (Worms)
- Noviômago Nemeto (Speyer)
- Águas dos Matíacos (Wiesbaden)
- Nida (Heddernheim)
- Auduriênsio (Dieburgo)